# Colonialismo polacco
Il colonialismo polacco consistette in una serie di infruttuose iniziative finalizzate a fondare delle colonie e compiute sia dalla Polonia in quanto Stato autonomo sia da cittadini polacchi, in un arco temporale compreso tra il Cinquecento e il Novecento. La Polonia non possedette mai delle terre coloniali in senso stretto, malgrado nel corso della sua storia si susseguirono spedizioni assai improvvisate a tentativi quasi riusciti. Più nel dettaglio, la Polonia andò molto vicina all'acquisizione di territori oltremare in maniera indiretta attraverso le azioni del Ducato di Curlandia e Semigallia, una circoscrizione amministrativa della Confederazione polacco-lituana.

## Confederazione polacco-lituana
La nobiltà polacca (szlachta) si interessò al colonialismo già nella metà del XVI secolo. Nel rispetto dei cosiddetti Pacta Conventa firmati con il re Enrico di Valois (da cui il nome articoli enriciani), gli aristocratici ottennero il permesso di stabilirsi in alcuni territori d'oltremare del Regno di Francia, ma dopo la decisione di Valois di preferire la corona di Parigi e tornare in patria, qualsiasi progetto si arenò.

### Ducato di Curlandia e Semigallia
Sulla base dell'unione di Vilnius (28 novembre 1561), Gottardo Kettler, ultimo Gran maestro dell'ordine di Livonia, istituì il Ducato di Curlandia e Semigallia e ne divenne il primo duca. Collocata a ridosso del mar Baltico, l'entità politica in esame divenne sin dalla nascita sottoposta a un rapporto di vassallaggio con il Regno polacco e perse la passata autonomia, vissuta sotto la Confederazione livoniana. Poco dopo, in virtù dell'Unione di Lublino (1º luglio 1569), il Granducato finì assorbito dalla Confederazione polacco-lituana.
Alcuni territori coloniali per conto del Ducato di Curlandia e Semigallia furono acquisiti dal suo terzo duca e nipote di Gottardo, Jacob Kettler. Durante la sua giovinezza e durante i suoi studi all'estero, fu ispirato dalla ricchezza che giungeva in vari Paesi dell'Europa occidentale dalle loro colonie. Anche per questa ragione, Kettler supervisionò lo sviluppo di una delle flotte mercantili più grandi d'Europa, i cui porti principali corrispondevano a Windau (oggi Ventspils) e a Libau (la moderna Liepāja). La Confederazione non si concentrò mai sulle aspirazioni coloniali del Ducato di Curlandia, benché nel 1647 Kettler incontrò il re Ladislao IV Vasa e suggerì la costituzione di una società commerciale congiunta, che avrebbe operato in India. Il monarca, tuttavia, a quell'epoca colpito da una malattia che lo avrebbe portato alla morte l'anno seguente, non si mostrò interessato al progetto e ciò spinse Kettler ad agire in maniera autonoma.

#### Nuova Curlandia

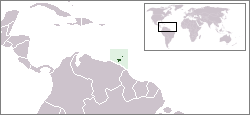
Trinidad e Tobago su una cartina del mondo

La prima colonia fondata da Jacob coincise con la Nuova Curlandia (Neu-Kurland), nata sull'isola dei Caraibi di Tobago. Malgrado l'entusiasmo iniziale, i tre tentativi iniziali di dare vita a un insediamento stabile (1637, 1639 e 1642) fallirono. Il quarto, avvenuto nel 1654, sembrò avvenire sotto una spinta più promettente, ma alla fine nel 1659 si insediò sull'isola un gruppo di coloni olandesi che entro prestò in competizione. La Curlandia riconquistò l'isola dopo il trattato di Oliva nel 1660, ma la abbandonò nel 1666. Tentò poi brevemente di ristabilirvi delle colonie nel 1668 e nel 1680, rimanendovi fino al 1683. L'ultimo tentativo fu eseguito nel 1686 e finì abbandonato nel 1690.

#### Gambia

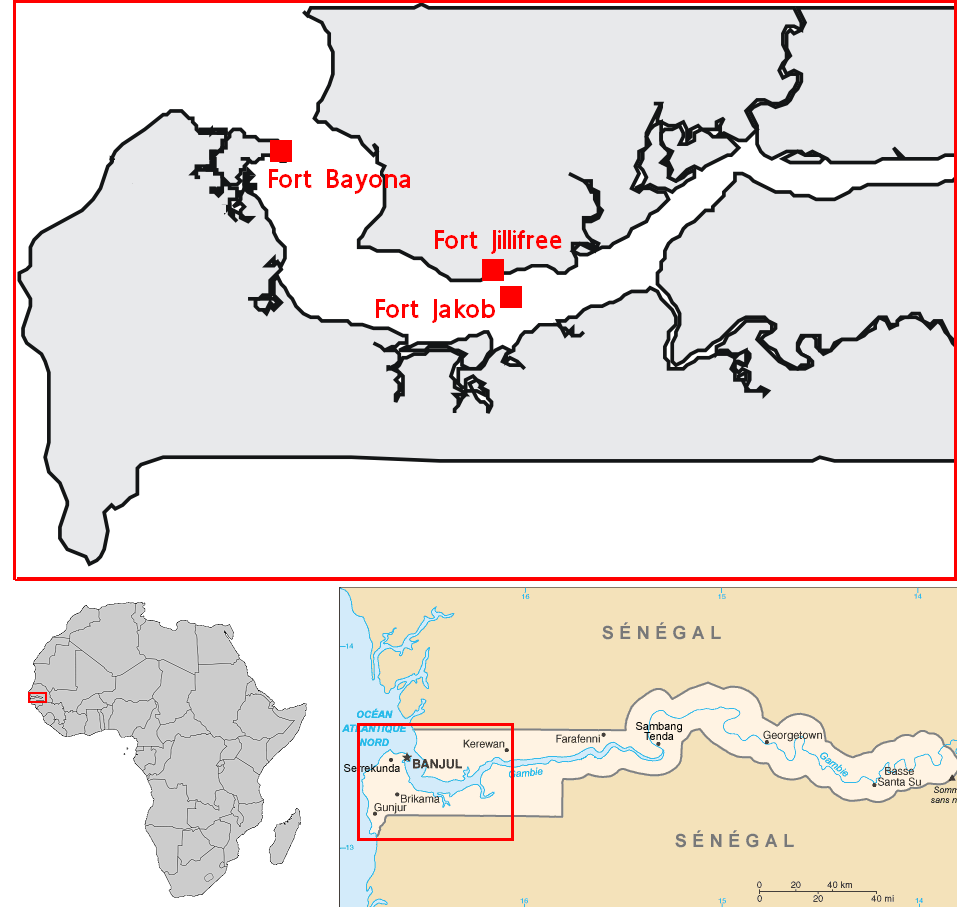
Insediamenti curlandesi in Africa

Nel 1651, la Curlandia acquistò l'isola James (allora chiamata di Sant'Andrea dagli europei) da una tribù locale, dando vita a Fort James e rinominando l'isola. La Curlandia si impossessò inoltre di altre terre nella regione, tra cui l'isola di Santa Maria (l'odierna Banjul) e Fort Jillifree. La colonia esportava zucchero, tabacco, caffè, cotone, zenzero, indaco, rum, cacao, gusci di tartaruga, uccelli tropicali e le rispettive piume. I governatori intrattennero rapporti pacifici con la gente del posto, ma entrarono in conflitto con altre potenze europee, principalmente Danimarca, Svezia e Province Unite. Gli olandesi annessero i territori della Curlandia in Africa, ponendo fine alla loro presenza nel continente.

### Toco
Anch'esso infruttuoso, l'ultimo tentativo dei curlandesi di stabilire una colonia coinvolse l'insediamento vicino alla moderna Toco, su Trinidad, nelle Piccole Antille.

## La Polonia sotto dominazione straniera

### Spedizione in Camerun
Nel 1882, quasi un secolo dopo che avevano avuto luogo le spartizioni della Polonia, un nobile polacco e ufficiale della flotta imperiale russa, tale Stefan Szolc-Rogoziński, organizzò una spedizione in Camerun. A livello ufficiale si trattava di un viaggio esplorativo, mentre ufficiosamente si cercò un luogo in cui una comunità polacca avrebbe potuto insediarsi all'estero. Non godeva di alcun appoggio ufficiale dall'Impero russo, né dal fantoccio Regno del Congresso facente capo a San Pietroburgo, ma era sostenuto da un certo numero di polacchi influenti, tra cui Bolesław Prus e Henryk Sienkiewicz. Il 13 dicembre 1882, accompagnato da Leopold Janikowski e Klemens Tomczek, Rogoziński salpò dal porto francese di Le Havre a bordo della nave Lucja Malgorzata, battente bandiera francese e polacca. La spedizione si rivelò un fallimento e l'uomo fece presto ritorno in Europa, cercando di raccogliere più fondi per il suo progetto. Alla fine, a seguito della seconda spedizione, Rogoziński decise di trasferirsi a Parigi, dove morì il 1º dicembre 1896.
Nel frattempo, il Camerun venne lentamente annesso dall'Impero tedesco. Nel 1884 Rogoziński aveva sottoscritto un accordo con un rappresentante britannico, ai sensi del quale doveva fornire sostegno ai trattati che aveva firmato con i capi del Camerun, ma l'anno successivo, al Congresso di Berlino, il governo britannico decise di non perseguire alcuna pretesa nella regione e accettò le rivendicazioni tedesche.

## Seconda Repubblica di Polonia
La Polonia riacquisì l'indipendenza dopo la prima guerra mondiale. Sebbene la colonizzazione non costituì mai un obiettivo importante della Seconda Repubblica di Polonia, alcune organizzazioni come la Lega marittima e coloniale promossero l'idea di creare colonie polacche. L'associazione traeva le sue origini dall'organizzazione Polska Bandera (bandiera polacca) fondata il 1 ottobre 1918. Essa incoraggiò l'acquisto di terre da parte di emigranti polacchi in luoghi come il Brasile e la Liberia. Considerato l'aumento dell'influenza della marina mercantile polacca nelle politiche governative, nonostante la lunga e continua campagna propagandistica tramite pubblicazioni, mostre, discorsi, investimenti, ecc. volta ad ottenere sostegno pubblico non riuscì mai a portare avanti i suoi piani volti a ottenere un territorio coloniale per la Polonia. In un simile contesto, nel 1926 fu fondata a Varsavia la Società Coloniale (Towarzystwo Kolonizacyjne). Il suo compito appariva quello di dirigere gli emigranti polacchi in Sud America, con il risultato che presto divenne presto attiva anche in quella regione geografica, principalmente nello stato brasiliano di Espírito Santo. Il governo sovvenzionò l'istituzione riservandole 200.000 złoty a titolo di finanziamento pubblico.
Alcuni storici, come Tadeusz Piotrowski, caratterizzarono le politiche del governo a sostegno degli insediamenti polacchi tra le due guerre nell'odierna Ucraina e Bielorussia come colonizzazione (si pensi agli osadnik, veterani biancorossi pagati per insediarsi nei territori di confine noti come Kresy). In un contesto squisitamente teorico, un accademico polacco sostenne che i progetti di insediamento della sua nazione, in particolare l'affare liberiano, andavano considerati come un'opportunità. Inoltre, gli africani andavano visti come persone che potevano fornire solo manodopera nei lavori pesanti, nell'agricoltura e, tuttalpiù, ricoprire ruoli economici e politici inferiori, come nel caso degli afro-americani nel Nuovo Sud. Tali progetti, proseguiva la teoria, avrebbero riservato priorità delle vite europee su quelle degli africani, con ovvie implicazioni in termini economici e razziali. Al contrario, diversi storici polacchi e polacco-americani attribuiscono meno motivazioni razziste ai propositi della Polonia sull'Africa e sull'America Latina. Essi sottolineano che i tentativi in gran parte economici della Polonia di acquisire materiali tropicali non disponibili nell'Europa continentale sono stati intrisi di discorsi coloniali controproducenti, ma ancora popolari in tutta l'Europa dell'epoca. I progetti polacchi, politicamente meno espansionistici di quanto possano sembrare, giocarono un discreto ruolo nelle politiche estere polacche non solo in relazione alla questione dell'emigrazione ebraica, ma anche nelle relazioni con la Germania.

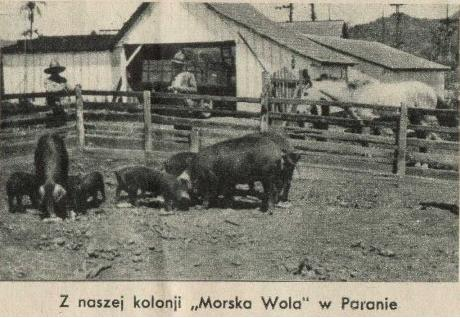
Morska Wola, colonia polacca nello stato di Paraná, in Brasile

Le seguenti regioni sono state prese in considerazione per la colonizzazione polacca durante il periodo interbellico:
- Brasile (regione di Paraná): l'emigrazione polacca in quella regione iniziò già prima della prima guerra mondiale, con circa 150.000 polacchi residenti nella zona negli anni '30 (18,3% del totale).[15] L'azione di insediamento incoraggiata dal governo cominciò lì nel 1933, dopo che l'associazione marittima e coloniale, insieme ad altre organizzazioni, aveva acquistato un totale di 250.000 ettari di terreno. Il governo brasiliano, temendo che i polacchi potessero pianificare l'annessione di una fetta del Brasile, reagì molto rapidamente, limitando le attività delle organizzazioni polacche. Poiché il governo di Varsavia non volle intervenire, il progetto terminò alla fine degli anni '30.[1]
- Perù (vicino al fiume Ucayali): nel gennaio del 1928, una spedizione polacca si diresse verso la zona dell'Ucayali, allo scopo di verificare le possibilità di creare degli insediamenti per agricoltori su diverse migliaia di ettari di foresta pluviale. Poco dopo, arrivarono i primi coloni, ma a causa della Grande depressione, il governo di Varsavia cessò di finanziare l'azione. Le donazioni private apparivano insufficienti e, inoltre, i polacchi giunti compresero presto che le condizioni locali erano assai peggiori di quelle pubblicizzate. Nel 1933, il contratto con i peruviani andò rescisso e, affinché si evitasse lo scandalo internazionale, tutti i coloni fecero ritorno in Polonia.[16]
- Angola: il 14 dicembre 1928, la Lega marittima e coloniale inviò una spedizione in Angola, allora una colonia portoghese. Il piano era volto a cercare di portare quanti più immigrati polacchi possibile, provando poi ad acquistare un determinato territorio dai portoghesi. Tuttavia, dopo un lustro, uno dei primi pionieri in Angola, Michal Zamoyski, scrisse: "Personalmente, non persuaderei nessuno a vivere in Angola". Le condizioni di vita erano difficili, i profitti erano marginali e l'idea fu abbandonata.[1]
- Liberia: i governi liberiano e polacco avevano buoni rapporti grazie al sostegno polacco alla Liberia nella Società delle Nazioni. Nell'autunno del 1932, l'organizzazione internazionale elaborò un piano che prevedeva di trasformare la Liberia in un protettorato governato da uno dei membri della Società delle Nazioni.[17][18] Il piano era il risultato delle politiche interne della Liberia, dove la schiavitù appariva diffusa. Poiché la Polonia non era considerata dai liberiani come un paese con aspirazioni coloniali, alla fine del 1932 un inviato non ufficiale del governo della nazione africana, il dottor Leo Sajous, venne a Varsavia per chiedere aiuto. Nell'aprile 1933 fu firmato un accordo tra la Liberia e la Lega marittima e coloniale.[17][18] Gli africani decisero di affittare un minimo di 60 ettari di terra agli agricoltori polacchi per un cinquantennio. Alle imprese polacche si conferì lo status di nazione più favorita e Varsavia venne autorizzata a fondare una società per sfruttare le risorse naturali della Liberia. Il governo liberiano invitò coloni dalla Polonia nel 1934: in totale, i liberiani concessero ai coloni polacchi 50 piantagioni, con un'area totale di 30 km² circa.[17][18] Nella seconda metà del 1934, sei contadini biancorossi partirono per la Liberia: Gizycki, Szablowski, Brudzinski, Chmielewski, Januszewicz e Armin.[19] Il progetto non ricevette il pieno sostegno dal governo polacco, ma solo delle associazioni a favore delle politiche colonialiste; solo poche decine di polacchi accettarono quell'offerta (a causa delle richieste liberiane che i coloni portassero capitali significativi) e le loro imprese si rivelarono, per la maggior parte, non redditizie. L'originale dell'intesa è andato perduto, ma, secondo alcune fonti, esisteva un protocollo segreto che consentiva alla Polonia di arruolare 100.000 soldati africani.[17][18] Il coinvolgimento polacco in Liberia fu duramente contrastato dagli Stati Uniti, i quali ebbero un ruolo nell'acquisizione dell'indipendenza della Liberia. A seguito della pressione americana, nel 1938 il Ministero degli affari esteri polacco chiuse l'ufficio della Lega Marittima e Coloniale a Monrovia.[1][13]
- Mozambico: i piani per la colonizzazione del Mozambico erano legati agli investimenti commerciali di alcune imprese polacche verso la fine degli anni '30 e non andarono mai oltre il normale investimento straniero (acquisizione di terreni agricoli e miniere).
- Madagascar: l'idea di acquisire la colonia francese del Madagascar da parte del governo polacco fu discussa nel 1926, ma l'idea venne ritenuta irrealizzabile.[4][20] L'idea tornò in auge negli anni '30, quando si propose che gli ebrei polacchi, i quali si riteneva dominassero le professioni polacche, fossero incoraggiati a emigrare. A un certo punto, il ministro degli Esteri polacco Józef Beck propose senza mezzi termini che il Madagascar fosse utilizzato come "discarica" per la popolazione ebraica in "surplus" concentrata in Polonia.[21] Il governo polacco propose il piano di emigrazione ebraica in Madagascar alla Società delle Nazioni nel 1936 e inviò una delegazione per valutarne la fattibilità sull'isola nel 1937.[21] La Francia, cercando di rafforzare i suoi legami con la Polonia e scoraggiare la cooperazione polacco-tedesca, partecipò all'impresa alla presenza del funzionario francese Marcel Moutet.[21] Varsavia spedì una delegazione speciale in Madagascar, sotto il comando dell'esercito polacco Mieczyslaw Lepecki. Il proposito ricevette agli occhi della stampa l'etichetta di fallimento poco dopo la spedizione del 1937[22] o come terminato dalla campagna di Polonia nel settembre del 1939 (piano Madagascar).[23]
- Tanganica e Camerun: vari autori polacchi, non supportati dal governo, espressero interessi in questa regione, in quanto in parte scoperti da Stefan Szolc-Rogoziński. Sempre secondo tale corrente, l'Europa aveva un debito generale nei confronti della Polonia per la guerra polacco-sovietica e quindi vi era bisogno che andasse saldato.[24]
- Anche la Palestina era considerata una destinazione plausibile per gli ebrei polacchi. Il colonnello Józef Beck, poi Ministro degli Affari Esteri, sostenne il proposito.